# Кок (река)
Кок (тайск. กก, бирм. ကော့) — река в Мьянме и Таиланде. Длина реки — 285 км.
Истоки реки находятся в штате Шан в Мьянме. В Северном Таиланде Кок протекает по провинциям Чиангмай и Чианграй, где впадает в Меконг.
Из крупных городов на реке расположен Чианграй, который, по легенде, был основан 1262 году на том месте, где Менграй Великий нашёл своего убежавшего слона.
В 7 эпизоде 21 сезона передачи Топ Гир её ведущие построили мост через реку Кок.